# Oh ! Qué mambo
Pour plus de détails, voir Fiche technique et Distribution.
Oh ! Qué mambo est un film italo-français réalisé par John Berry, sorti le 2 mars 1959 en Italie et le 13 mai 1959 1959, en France. Comédie sur fond de musique afrocubaine en vogue à la fin des années 1950, il met en vedette l'acteur et chanteur Dario Moreno au sommet de sa gloire en France.

## Synopsis
Miguel perd dans la même journée son modeste emploi de caissier et sa femme qui a quitté le logis. Néanmoins, remarqué par des professionnels du music-hall, il obtient un engagement dans un cabaret comme chanteur sous le nom de Dario Moreno. C'est le début de la fortune.

## Fiche technique
- Titre : Oh ! Qué mambo
- Réalisation : John Berry
- Scénario : René Masson
- Adaptation : Jacques-Laurent Bost et John Berry
- Dialogues : Jacques-Laurent Bost
- Assistants réalisateur : Serge Vallin, Michel Pezin
- Décors : Claude Bouxin, assisté de Antoine Roman, André Guérin et Marcel Bianchini
- Costumes : Tanine Autre
- Photographie : Paul Cotteret
- Opérateur : André Dumaître, assisté de René Guissart et Jean Marginière
- Son : Jean-Désiré Bertrand, assisté de Bernard Souverbie et Nayaranin Kollery
- Mixage : Jean Lebreton - Système sonore : Westrex
- Montage : Geneviève Vaury, assistée de Éric Pluet et Eva Zora
- Musique : Guy Magenta - Orchestre dirigé par Claude Bolling
- Chansons : Miguelito, Oh que mambo!, Mon cœur est prisonnier, Ça suffit comme ça, musique de Guy Magenta et paroles de Fernand Bonifay
- Maquillage : Pierre et Odette Berroyer
- Coiffures : Jean-Pierre Berroyer
- Régisseur général : André Hoss
- Régisseur extérieur : Jean Nassereau
- Régisseurs adjoints : Maurice Touali, Charles Brandle
- Ensemblier : Guy Maugin
- Comptable : Pierre Milow
- Chorégraphie : Don Lurie
- Producteur délégué : Pierre Meyrat
- Assistant de production : Edith Tertza
- Photographe de plateau : André-Jacques Manson
- Accessoiristes : Michel et François Sune
- Sociétés de production : Boréal-Films, D.M Films (Paris) - PEG Produzione (Rome)
- Caméra de location : Chevereau
- Tirage : Laboratoire Franay L.T.C Saint-Cloud
- Effets spéciaux LAX
- Tournage du 8 septembre au 18 octobre 1958, dans les studios de la Victorine à Nice et Paris Studios Cinéma
- Pays de production :  France,  Italie
- Format :noir et blanc - pellicule 35mm
- Genre : Comédie
- Durée : 82 minutes (1 h 22)
- Date de sortie : 
  - France - 13 mai 1959
- Visa d'exploitation : 21057
- Affiche : Clément Hurel (France)

## Distribution
- Dario Moreno : Miguel Montero, le caissier de la banque et mari de Viviane
- Magali Noël : Viviane Montero, la femme de Miguel
- Jean Poiret : L'inspecteur Vidalie
- Michel Serrault : L'inspecteur Sapin
- Alberto Sordi : Nando, le professeur de gymnastique sur la plage
- Frédéric Duvallès : Le monsieur pressé
- Lyla Rocco : Magda, la danseuse et entraîneuse de la boîte
- Jean Carmet : Jo, le braqueur de banque bègue
- Pierre Moncorbier : L'employé principal du « Crédit du Sud »
- Robert Arnoux : M. Chauvet, le directeur de l'agence du « Crédit du Sud »
- Jean Parédès : Nikita Bouline, l'impresario
- Jacqueline Caurat : La présentatrice télé
- Jean Wall : Bob, l'organisateur de spectacles
- Jacques Bertrand : Le portier de la boîte la « Jument d'or »
- Paul Mercey : Un maître d'hôtel à la « Jument d'or »
- Alix Mahieux : La standardiste de la boîte
- Renée Steve Passeur : Lady Goder, la riche élève de Nando
- Édouard Francomme : Le serveur maladroit
- Bernard Musson : Un preneur de son
- Henri Guégan : L'autre preneur de son
- Charles Bouillaud : Le brigadier
- Paul Demange : Le fourreur
- Thérèse Dorny : La mère de Viviane
- Charles Aznavour : Dans son propre rôle
- Jeanne Valérie : La dame du vestiaire
- Raymond Pierson
- Maguy Mortini
- Noël Darzal
- Hy Yanowitz: L'Américain au téléphone

## Autour du film
Le public bon enfant du début des années 1960 pouvait reconnaitre les figures familières de tous les seconds et troisièmes  rôles (avec en prime les jeunes Jean Carmet et Charles Aznavour - et Alberto Sordi, que peu de monde avait remarqué dix ans auparavant dans Les Vitelloni) - et apprécier la silhouette et le buste de Magali Noel.
- La chanson Oh qué mambo, interprétée par Dario Moreno et Lila Rocco pose une question. Visiblement la sculpturale danseuse chante en play back. La voix qui chante réellement, avec Dario Moreno, ressemble étonnamment à celle de... Annie Cordy.

Séquence culte également, quand Lila Rocco traverse tout le décor, vue de dos, en se déhanchant de façon suggestive. On aperçoit en quelques secondes le meilleur de son talent.[réf. nécessaire]
Aznavour en particulier provoquait une vague de rires : dans la boîte de nuit, quand Dario Moreno a lancé son final de ténor bel canto, la cavalière de Charles Aznavour se précipite vers lui, adulatrice, et Aznavour la tire en arrière en maugréant ; elle lui lance alors : « Mais lui, il a de la voix ! ».